# Selección de hockey sobre hielo de Canadá
La Selección de hockey sobre hielo de Canadá, es el equipo masculino representativo de este país. El equipo es representado por la Hockey Canada, la asociación de hockey sobre hielo de Canadá, miembro de la IIHF. 
Desde 1920 hasta 1963, Canadá era representado en el Campeonato Mundial de la IIHF por clubes amateurs, generalmente el campeón de la Copa Allan. Desde 1964 hasta 1969, Canadá utilizó un combinado con los mejores jugadores amateurs.
Canadá dejó de competir en el Campeonato Mundial de la IIHF en 1970, en protesta por no poder utilizar jugadores profesionales. Decidió disputar la "Summit Series" ante Unión Soviética, su clásico rival en el hockey, con jugadores de la NHL en 1972 y de la WHA en 1974.
Luego de que la federación internacional permitiera la participación de profesionales, Canadá comenzó a organizar la Copa Canadá en 1976 y retornó al Campeonato Mundial de la IIHF en 1977.
Canadá es considerada una de las mejores selecciones del mundo y de la historia. Ostenta el récord de medallas en los torneos de hockey de los Juegos Olímpicos con 9 medallas de oro, 4 de plata y 2 de bronce. Además, es la segunda selección en el historial del Campeonato Mundial después de la Unión Soviética y su heredera deportiva, la selección de Rusia, con 25 campeonatos y 13 subcampeonatos. A su vez, Canadá ganó cuatro de las cinco ediciones disputadas de la Copa Canadá y triunfó en la Copa Mundial de 2004.
Junto a Estados Unidos, Suecia, Finlandia, Rusia y República Checa, Canadá es parte del grupo de los "Seis Grandes" en el hockey sobre hielo.

## Registro Olímpico
| Año                         | Resultado     | Resultado     | Resultado     | Resultado     |
| --------------------------- | ------------- | ------------- | ------------- | ------------- |
| Amberes 1920                | Primer lugar  | Primer lugar  | Primer lugar  | Primer lugar  |
| Chamonix 1924               | Primer lugar  | Primer lugar  | Primer lugar  | Primer lugar  |
| Sankt Moritz 1928           | Primer lugar  | Primer lugar  | Primer lugar  | Primer lugar  |
| Lake Placid 1932            | Primer lugar  | Primer lugar  | Primer lugar  | Primer lugar  |
| Garmisch-Partenkirchen 1936 | Segundo lugar | Segundo lugar | Segundo lugar | Segundo lugar |
| Sankt Moritz 1948           | Primer lugar  | Primer lugar  | Primer lugar  | Primer lugar  |
| Oslo 1952                   | Primer lugar  | Primer lugar  | Primer lugar  | Primer lugar  |
| Cortina d'Ampezzo 1956      | Tercer lugar  | Tercer lugar  | Tercer lugar  | Tercer lugar  |
| Squaw Valley 1960           | Segundo lugar | Segundo lugar | Segundo lugar | Segundo lugar |
| Innsbruck 1964              | 4° Lugar      | 4° Lugar      | 4° Lugar      | 4° Lugar      |
| Grenoble 1968               | Tercer lugar  | Tercer lugar  | Tercer lugar  | Tercer lugar  |
| Sapporo 1972                | no participó  | no participó  | no participó  | no participó  |
| Innsbruck 1976              | no participó  | no participó  | no participó  | no participó  |
| Lake Placid 1980            | 6° Lugar      | 6° Lugar      | 6° Lugar      | 6° Lugar      |
| Sarajevo 1984               | 4° Lugar      | 4° Lugar      | 4° Lugar      | 4° Lugar      |
| Calgary 1988                | 4° Lugar      | 4° Lugar      | 4° Lugar      | 4° Lugar      |
| Albertville 1992            | Segundo lugar | Segundo lugar | Segundo lugar | Segundo lugar |
| Lillehammer 1994            | Segundo lugar | Segundo lugar | Segundo lugar | Segundo lugar |
| Nagano 1998                 | 4° Lugar      | 4° Lugar      | 4° Lugar      | 4° Lugar      |
| Salt Lake City 2002         | Primer lugar  | Primer lugar  | Primer lugar  | Primer lugar  |
| Turín 2006                  | 7° Lugar      | 7° Lugar      | 7° Lugar      | 7° Lugar      |
| Vancouver 2010              | Primer lugar  | Primer lugar  | Primer lugar  | Primer lugar  |
| Sochi 2014                  | Primer lugar  | Primer lugar  | Primer lugar  | Primer lugar  |
| Totales                     |               |               |               |               |
| Participaciones             | Oro           | Plata         | Bronce        | Total         |
| 21                          | 9             | 4             | 2             | 15            |

- Datos: Q461503
- Multimedia: Canada men's national ice hockey team / Q461503